# Điện trở và điện dẫn
Trong điện tử và điện từ học, điện trở của một vật là đặc trưng cho tính chất cản trở dòng điện của vật đó. Đại lượng nghịch đảo của điện trở là điện dẫn hay độ dẫn điện, và là đặc trưng cho khả năng cho dòng điện chạy qua. Điện trở có một số tính chất tương tự như ma sát trong cơ học. Đơn vị SI của điện trở là ohm (Ω), còn của điện dẫn là siemens (S) (trước gọi là "mho" và ký hiệu bằng ℧).
Điện trở của một vật chủ yếu phụ thuộc vào chất liệu làm nên nó. Những vật làm từ chất cách điện như cao su thường có điện trở cao và điện dẫn thấp, trong khi những vật làm từ chất dẫn điện như kim loại thì có điện trở thấp và điện dẫn cao. Mối quan hệ này được biểu diễn bằng điện trở suất và điện dẫn suất. Tuy nhiên, điện trở và điện dẫn không chỉ phụ thuộc vào bản chất của vật liệu mà còn thay đổi theo hình dạng và kích thước của vật thể bởi chúng là những đại lượng ngoại diên chứ không nội hàm. Ví dụ, một dây dẫn dài và mảnh có điện trở lớn hơn dây dẫn ngắn và dày. Mọi vật đều cản trở dòng điện ở mức độ nhất định, trừ chất siêu dẫn có điện trở bằng không.
Điện trở R của một vật được định nghĩa bằng tỉ số giữa điện áp U và dòng điện I qua nó, còn điện dẫn G thì ngược lại:
{\displaystyle R={\frac {U}{I}},\qquad G={\frac {I}{U}}={\frac {1}{R}}}
Đối với nhiều vật liệu và điều kiện, U và I tỉ lệ thuận với nhau, và do đó R và G là hằng số (mặc dù chúng vẫn phụ thuộc vào hình dạng, kích thước, chất liệu của vật và những yếu tố khác như nhiệt độ hay biến dạng). Quan hệ tỉ lệ này được gọi là định luật Ohm, và những vật liệu tuân theo nó được gọi là vật liệu ohmic.
Với một số linh kiện, như máy biến áp, diode hay pin, U và I không hoàn toàn tỉ lệ thuận với nhau. Đôi khi tỉ số U/I vẫn có ích, và được gọi là điện trở dây cung hay điện trở tĩnh, bởi chúng tương ứng với nghịch đảo độ dốc của một dây cung giữa gốc tọa độ và đặc tuyến V–A. Trong những trường hợp khác, đạo hàm dU/dI thường được sử dụng; đại lượng này được gọi là điện trở vi sai.

## Giới thiệu

Tương quan thủy lực so sánh dòng điện chạy trong mạch như nước chạy trong ống. Khi một ống (trái) chứa nhiều tóc (phải), cần phải áp dụng một áp lực lớn hơn để đạt cùng một dòng chảy. Dòng điện chạy qua vật có điện trở lớn giống như đẩy nước chạy qua một ống đầy tóc: cần một lực đẩy lớn (lực điện động) để tạo ra dòng chảy (dòng điện).

Trong mối tương quan thủy lực, dòng điện chạy trong dây (hoặc điện trở) giống như nước chảy trong ống, và độ giảm điện áp trên dây giống như độ giảm áp suất đẩy nước qua ống. Điện dẫn tỉ lệ với tốc độ dòng chảy với một áp suất cho trước, và điện trở tỉ lệ với áp suất cần để đạt được một dòng chảy.
Điện trở và điện dẫn của một dây dẫn, điện trở hay linh kiện khác thường phụ thuộc vào hai yếu tố chính:
- hình học (hình dạng), và
- vật liệu

Hình học bởi khó đẩy nước qua một ống dài, nhỏ, hơn là một ống ngắn, dày. Tương tự, một dây đồng dài mảnh có điện trở cao hơn (độ dẫn điện thấp hơn) một dây đồng ngắn, dày.
Vật liệu cũng quan trọng vì một ống chứa đầy tóc sẽ ngăn cản dòng chảy của nước hơn là một ống rỗng với cùng hình dạng và chiều kích. Tương tự, electron có thể dễ dàng chạy qua một dây đồng, nhưng khó chạy qua một dây thép cùng hình dạng và kích cỡ, và hầu như không thể chạy qua một chất cách điện như cao su. Sự khác nhau giữa đồng, thép và cao su là do cấu trúc hiển vi và cấu hình electron của chúng, và được đặc trưng bởi điện trở suất.

## Điện trở và điện dẫn

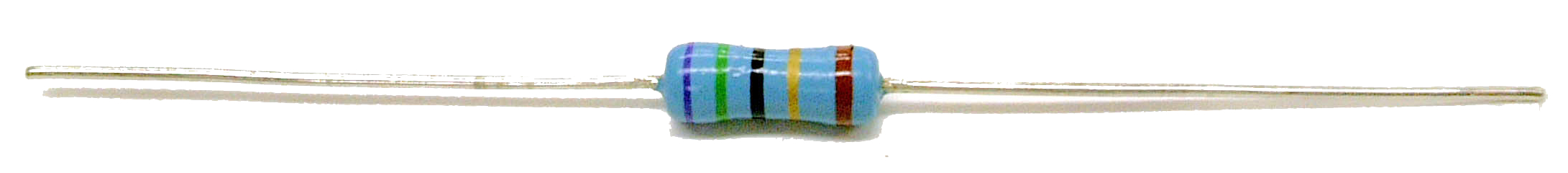
Một điện trở 75 Ω, được ký hiệu bằng mã màu điện tử (tím–lục–đen–vàng–đỏ). Có thể dùng ohm kế để xác nhận giá trị này.

Những vật cho dòng điện chạy qua được gọi là vật dẫn điện (tiếng Anh: conductor). Một thiết bị với điện trở nhất định để dùng trong mạch được gọi là một điện trở (tiếng Anh: resistor). Vật dẫn điện được làm từ những vật liệu có độ dẫn điện cao như kim loại, nhất là đồng và nhôm. Mặt khác, điện trở được làm từ nhiều loại vật liệu tùy thuộc vào điện trở cần có, lượng năng lượng phân tán, độ chính xác và giá thành.

## Định luật Ohm

Đặc tuyến Volt–Ampere của bốn thiết bị: hai điện trở, một diode, và một pin điện. Trục hoành biểu diễn độ sụt áp, trục tung biểu diễn cường độ dòng điện. Định luật Ohm được thỏa mãn khi đặc tuyến là một đường thẳng đi qua gốc tọa độ. Do đó hai điện trở được gọi là ohmic, nhưng diode và pin thì không.

Với nhiều vật liệu, cường độ dòng điện I qua vật tỉ lệ thuận với điện áp U trên nó:
{\displaystyle I\propto V}
với một khoảng rộng các điện áp và dòng điện. Do đó, điện trở và điện dẫn của những vật hay linh kiện đó không thay đổi. Quan hệ này được gọi là định luật Ohm, và những vật liệu tuân theo nó được gọi là vật liệu ohmic. Dây dẫn và điện trở là những ví dụ của linh kiện ohmic. Đồ thị biểu diễn dòng điện–điện áp của một thiết bị ohmic là một đường thẳng đi qua gốc tọa độ với độ dốc dương.
Nhiều linh kiện và vật liệu dùng trong điện tử không tuân theo định luật Ohm; dòng điện không tỉ lệ thuận với điện áp, do đó điện trở thay đổi phụ thuộc vào điện áp và dòng điện đi qua nó. Chúng được gọi là phi tuyến tính hay phi ohmic. Diode và đèn huỳnh quang là một số ví dụ của thiết bị không ohmic. Đặc tuyến V–A của chúng là một đường cong.

## Liên hệ với điện trở suất và điện dẫn suất

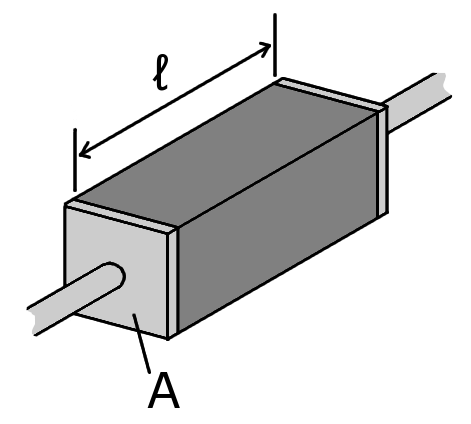
Một điện trở với hai tiếp điểm điện ở hai đầu.

Điện trở của một vật phụ thuộc chủ yếu vào hai yếu tố: vật liệu và hình dạng của nó. Với một vật liệu cho trước, điện trở của vật tỉ lệ nghịch với diện tích tiết diện và tỉ lệ thuận với chiều dài của vật. Do đó, trong trường hợp vật có tiết diện không đổi, điện trở R và điện dẫn G của vật có thể được tính bằng
{\displaystyle {\begin{aligned}R&=\rho {\frac {\ell }{A}},\\[5pt]G&=\sigma {\frac {A}{\ell }}.\end{aligned}}}
trong đó
ℓ là chiều dài vật dẫn, tính bằng mét (m),
A là diện tích tiết diện của vật, tính bằng mét vuông (m²),
ρ (rho) là điện trở suất của chất làm nên vật, tính bằng ohm-mét (Ω·m),
σ (sigma) là điện dẫn suất của chất làm nên vật, tính bằng siemens trên mét (S·m−1).
Điện trở suất là đại lượng biểu thị khả năng cản trở dòng điện của một vật liệu. Điện trở suất và điện dẫn suất là những hằng số tỉ lệ nên chỉ phụ thuộc vào chất liệu của vật mà không phụ thuộc vào hình dạng của vật. Điện dẫn suất là nghịch đảo của điện trở suất: σ = 1 / ρ.
Công thức trên không hoàn toàn chính xác và chỉ đúng trong trường hợp mật độ dòng điện là như nhau ở mọi nơi trong vật. Tuy nhiên, công thức là một xấp xỉ tốt đối với những vật dẫn dài như dây điện.
Một trường hợp khác mà công thức trên không chính xác là với dòng điện xoay chiều (AC), bởi hiệu ứng bề mặt ngay dòng điện chạy ở trung tâm vật dẫn. Vì lý do này, tiết diện hình học của vật khác với tiết diện hiệu dụng mà dòng điện chạy qua, nên điện trở cao hơn so với bình thường. Tương tự, nếu hai vật dẫn đặt gần nhau có dòng điện AC chạy qua, điện trở của chúng sẽ tăng do hiệu ứng lân cận. Ở tần số điện thương mại, những hiệu ứng này tác động lớn với những dây dẫn cường độ cao, như những busbar ở các phân trạm điện, hoặc những cáp điện vói cường độ cỡ vài trăm ampe.
Điện trở suất của những vật liệu khác nhau có thể chênh lệch rất lớn. Ví dụ như điện dẫn suất của teflon thấp hơn của đồng khoảng 1030 lần, còn bán dẫn nằm ở khoảng giữa và thay đổi phụ thuộc vào nhiều yếu tố.

## Đo lường
Dụng cụ để đo điện trở được gọi là ohm kế. Những ohm kế đơn giản không thể đo chính xác điện trở thấp vì điện trở của chính ohm kế làm gián đoạn việc đo lường, nên những thiết bị chính xác hơn như four-terminal sensing được dùng.

## Điện trở tĩnh và vi sai
Nhiều linh kiện điện tử như diode và pin điện không tuân theo định luật Ohm. Chúng được gọi là không ohmic hay phi tuyến tính, và đặc tuyến Volt–Ampere của chúng không phải là đường thẳng đi qua gốc tọa độ.
Điện trở và điện dẫn vẫn có thể được định nghĩa cho những linh kiện không ohmic. Tuy nhiên, khác với điện trở ohmic, điện trở phi tuyến tính không phải là hằng số mà thay đổi phụ thuộc vào điện áp hay dòng điện qua vật. Hai loại điện trở khi ấy là:

Điện trở tĩnh (static resistance)Điện trở tĩnh tương ứng với định nghĩa thông thường của điện trở và bằng điện áp chia cho cường độ dòng điện
{\displaystyle R_{\mathrm {static} }={\frac {~U~}{I}}\,}.
Đây là độ dốc của đường thẳng (dây cung) từ gốc tọa độ qua một điểm trên đặc tuyến. Điện trở tĩnh biểu thị khả năng tiêu hao năng lượng của một linh kiện điện tử. Những điểm trên đặc tuyến V–A trong góc phần tư thứ hai và thứ tư, nơi mà độ dốc của dây cung là âm, có điện trở tĩnh âm. Vật thụ động, tức không phát ra năng lượng, không thể có điện trở tĩnh âm. Tuy nhiên những thiết bị chủ động như bán dẫn hay op-amp có thể tạo điện trở tĩnh âm với feedback, và được dùng trong một số mạch như bộ hồi chuyển (gyrator).

Điện trở vi sai (differential resistance)Điện trở vi sai là đạo hàm của điện áp đối với cường độ dòng điện, tức là độ dốc của đặc tuyến V–A tại một điểm
{\displaystyle R_{\mathrm {diff} }={\frac {\mathrm {d} U}{\mathrm {d} I}}\,.}
Nếu đặc tuyến V–A không đơn điệu (chỗ lồi chỗ lõm), sẽ có những vùng với độ dốc âm hay thiết bị có điện trở vi sai âm. Những thiết bị với điện trở vi sai âm có thể phóng đại tín hiệu được đưa vào, và được dùng trong bộ khuếch đại và mạch dao động. Một số ví dụ bao gồm diode tunnel, diode Gunn, diode IMPATT, ống magnetron và transistor đơn nối.

## Mạch điện xoay chiều

### Trở kháng và dẫn nạp

Điện áp (đỏ) và cường độ (xanh) theo thời gian (trục hoành) trong một tụ điện (trên) và một cuộn cảm (dưới). Vì độ lớn của hai sinusoid điện áp và cường độ bằng nhau, giá trị tuyệt đối của trở kháng bằng 1 cho cả hai thiết bị (tính theo đơn vị của đồ thị). Mặt khác, độ lệch pha giữa dòng điện và điện áp là −90° đối với tụ điện; do đó pha ban đầu của trở kháng tụ điện là −90°. Tương tự, độ lệch pha giữa dòng điện và điện áp là +90° đối với cuộn cảm nên pha ban đầu của trở kháng cuộn cảm là +90°.

Khi dòng điện xoay chiều chạy trong mạch, mối quan hệ giữa cường độ và điện áp qua các linh kiện không chỉ phụ thuộc vào tỉ số độ lớn, mà còn phụ thuộc vào độ lệch pha giữa chúng. Ví dụ, trong một điện trở lý tưởng, khi điện áp đạt cực đại thì dòng điện cũng đạt cực đại (cường độ và điện áp cùng pha). Nhưng với một tụ điện hay cuộn cảm, dòng điện đạt cực đại khi điện áp bằng không và ngược lại (cường độ và điện áp vuông pha). Để biểu diễn cả biên độ và pha của dòng điện và điện áp, ta dùng số phức:
{\displaystyle {\begin{aligned}U&=U_{0}e^{j(\omega t+\varphi )}\\I&=I_{0}e^{j\omega t}\end{aligned}}}
trong đó
t là thời gian,
U và I là các hàm số theo thời gian,
U0 và I0 là biên độ của điện áp và cường độ,
ω là tần số góc của dòng điện xoay chiều,
φ là độ lệch pha,
j là đơn vị ảo.
Khi ấy điện áp và cường độ dòng điện là phần thực của U và I. Nếu xét tỉ số giữa U và I:
{\displaystyle Z={\frac {U}{I}},\quad Y={\frac {I}{U}}.}
Z được gọi là trở kháng hay tổng trở, còn Y được gọi là dẫn nạp hay tổng dẫn. Trở kháng và dẫn nạp có thể được phân tích thành phần thực và phần ảo tương ứng:
{\displaystyle Z=R+jX,\quad Y=G+jB}
trong đó R là điện trở, G là điện dẫn, X là điện kháng và B là điện nạp. Đối với điện trở lý tưởng, Z và Y tinh giản và lần lượt bằng R và B, nhưng đối với mạch AC chứa tụ điện và cuộn cảm, X và B là khác không.
Trong mạch xoay chiều, ta có Z = 1 / Y, tương tự như R = 1 / G trong mạch một chiều.

## Tính chất vật lý
Tính chất dẫn điện, hay cản trở điện, của nhiều vật liệu có thể giải thích bằng cơ học lượng tử. Mọi vật liệu đều được tạo nên từ mạng lưới các nguyên tử. Các nguyên tử chứa các electron, có năng lượng gắn kết với hạt nhân nguyên tử nhận các giá trị rời rạc trên các mức cố định. Các mức này có thể được nhóm thành 2 nhóm: vùng dẫn và vùng hóa trị thường có năng lượng thấp hơn vùng dẫn. Các electron có năng lượng nằm trong vùng dẫn có thể di chuyển dễ dàng giữa mạng lưới các nguyên tử.
Khi có hiệu điện thế giữa hai đầu miếng vật liệu, một điện trường được thiết lập, kéo các electron ở vùng dẫn di chuyển nhờ lực Coulomb, tạo ra dòng điện. Dòng điện mạnh hay yếu phụ thuộc vào số lượng electron ở vùng dẫn.
Các electron nói chung sắp xếp trong nguyên tử từ mức năng lượng thấp đến cao, do vậy hầu hết nằm ở vùng hóa trị. Số lượng electron nằm ở vùng dẫn tùy thuộc vật liệu và điều kiện kích thích năng lượng (nhiệt độ, bức xạ điện từ từ môi trường). Chia theo tính chất các mức năng lượng của electron, có sáu loại vật liệu chính sau:
| Vật liệu        | Điện trở suất, ρ (Ωm)   |
| --------------- | ----------------------- |
| Siêu dẫn        | 0                       |
| Kim loại        | {\displaystyle 10^{-8}} |
| Bán dẫn         | thay đổi mạnh           |
| Chất điện phân  | thay đổi mạnh           |
| Cách điện       | {\displaystyle 10^{16}} |
| Superinsulators | {\displaystyle \infty } |
Lý thuyết vừa nêu không giải thích tính chất dẫn điện cho mọi vật liệu. Vật liệu như siêu dẫn có cơ chế dẫn điện khác, nhưng không nêu ở đây do vật liệu này không có điện trở.

## Sự phụ thuộc nhiệt độ

### Thay đổi điện trở theo nhiệt độ
Điện trở của kim loại tăng lên khi bị nung nóng. Hệ số nhiệt độ (Alpha) của điện trở là lượng tăng điện trở của một dây dẫn có điện trở 1 ôm khi nhiệt độ tăng lên 1 độ C (hệ số alpha được ghi ở bảng)
{\displaystyle R(T)=R_{0}+aT\,}
Điện trở của một chất bán dẫn điển hình giảm theo cơ số mũ với sự tăng lên của nhiệt độ
{\displaystyle R(T)=R_{0}e^{a/T}\,}
| Vật liệu | Điện trở suất ở 20oC Ω mm²/m | Hệ số nhiệt độ điện trở |
| -------- | ---------------------------- | ----------------------- |
| Đồng     | 0,0175=1/54                  | 0,004 (IEC 60909-0)     |
| Nhôm     | 0,033=1/34                   | 0,0037 (IEC 60909-0)    |
| Sắt      | 0,13 - 0,18                  | 0,0048                  |
| Bạc      | 0,016                        | 0,0038                  |

### Năng lượng điện thất thoát dưới dạng nhiệt
Khi dòng điện có cường độ I chạy qua một vật có điện trở R, điện năng được chuyển thành nhiệt năng thất thoát có công suất
{\displaystyle P_{R}={I^{2}\cdot R(T)}\,={\frac {V^{2}}{R(T)}}=mC\Delta T}
trong đó:
PR là công suất, đo theo W
I là cường độ dòng điện, đo bằng A
R(T) là điện trở, đo theo Ω
Hiệu ứng này có ích trong một số ứng dụng như đèn điện dây tóc hay các thiết bị cung cấp nhiệt bằng điện, nhưng nó lại là không mong muốn trong việc truyền tải điện năng. Các phương thức chung để giảm tổn thất điện năng là: sử dụng vật liệu dẫn điện tốt hơn, hay vật liệu có tiết diện lớn hơn hoặc sử dụng hiệu điện thế cao. Các dây siêu dẫn được sử dụng trong một số ứng dụng đặc biệt, nhưng khó có thể phổ biến vì giá thành cao và nền công nghệ vẫn chưa phát triển.

### Năng lượng điện truyền
Năng lượng điện truyền không có thất thoát dưới dạng nhiệt
{\displaystyle P=P_{v}-P_{R}=IV-I^{2}R(T)}